# Rifugio Agostini
Das Rifugio Agostini, vollständiger Name Rifugio Val d’Ambiez „Silvio Agostini“, (deutsch Agostini–Hütte) ist eine Schutzhütte der Società degli Alpinisti Tridentini (SAT) in der Brentagruppe im Trentino. Die in der Regel von Mitte Juni bis Mitte September geöffnete Hütte verfügt über 64 Schlafplätze sowie einen Winterraum mit 8 Betten.
Die Hütte ist nicht zu verwechseln mit dem Rifugio Agostino e Delfo Coda in den Walliser Alpen.

## Lage und Umgebung
Die Schutzhütte liegt im südlichen Bereich der Brenta im oberen sich weitenden Talabschluss des Val d’Ambiez auf 2405 m s.l.m.. Letzteres zieht sich in südöstlicher Richtung etwa 5 Kilometer entlang und läuft bei San Lorenzo in Banale aus. Die Hütte ist Ausgangspunkt für die Besteigung der Cima d’Ambiéz, etwas weiter nördlich liegt die Cima Tosa und darunter die Reste des Gletschers Vedretta Ambiez. Unmittelbar hinter dem Rifugio liegen mehrere markante Felsblöcke, die heute zum Teil als Kletterwände genutzt werden. Sie sind Überreste eines Bergsturzes, als in den Morgenstunden des 18. Juli 1957 der Torre Jandl, eine oberhalb der Vedretta Ambiez gelegene Felsnadel, einstürzte. Einige Felsblöcke stürzten knapp an der Hütte vorbei, während die zwei größere Blöcke etwa 50 m vor der Hütte zum Stehen kamen. Unweit der Hütte befindet sich auch die kleine Kapelle Madonna del Capriolo mit Fresken des Trentiner Künstlers Dario Wolf.

## Geschichte
Das Rifugio Agostini wurde 1937 erbaut. Es handelte sich dabei um eine Privathütte, die erst 1976 in den Besitz des SAT überging. Sie ist dem Bergführer Silvio Agostini (1903–1936) gewidmet, der zu den Pionieren der touristischen Erschließung der Brenta der 1930er Jahre zählt und auch im Bergrettungsdienst tätig war. Agostini kam bei einem Bergunfall an der Südwand der Cima Brenta ums Leben. Das Rifugio wurde 1939 und 1975 erweitert. Zwischen 1993 und 1995 wurde die Hütte vollständig renoviert. Im Februar 2014 wurde das Gebäude durch eine Lawine schwer in Mitleidenschaft gezogen und musste in Teilen neu errichtet werden.

## Zugänge
- Vom Rifugio Al Cacciatore, 1820 m, ⊙ auf Weg 325 oder 325B in 1 Stunde 40 Minuten
- Von Baésa, 903 m, ⊙ auf Straße und Weg 325 in 4 Stunden 30 Minuten
- Von Pont de Baésa, 798 m, ⊙ auf Weg 349, 342 in 5 Stunden

## Nachbarhütten und Übergänge
- Zum Rifugio Tosa–Pedrotti, 2491 m ⊙ auf Weg 320, in 3 Stunden
- Zum Rifugio Dodici Apostoli, 2182 m ⊙ über die Ferrata Via Ettore Castiglione Weg 321 in 2 Stunden 45 Minuten
- Zum Rifugio Dodici Apostoli, 2182 m ⊙ über die Ferrata Cesare Salvaterra–Cege Weg 358, 304 in 2 Stunden 45 Minuten
- Zum Rifugio Brentei, 2182 m ⊙ über die Ferrata Martinazzi Weg 327 in 4 Stunden 30 Minuten
- Zum Rifugio Alpenrose, 1160 m ⊙ auf Weg 325, 351 in 3 Stunden 30 Minuten
- Nach Molveno, 864 m ⊙ auf Weg 320, 326 in 5–6 Stunden
- Nach Stenico, 666 m ⊙ auf Weg 325, 348 in 7–8 Stunden